# Polnokrvni konj
Polnokrvni konji so skupina pasem domačega konja, prepoznavna po manjši telesni masi, izrazito elegantni postavi, plemenitem poreklu in energetičnem ter nekoliko živčnem temperamentu, zaradi katerega jih imenujemo tudi vročekrvni konji.

## Značilnosti
Polnokrvni konji imajo v svetu konjeništva velik ugled; praviloma se nanje glede kot na konjsko plemstvo. Gre za pasme, ki se jih v angleškem jeziku pogosto označuje z izrazom thoroughbeed, kar lahko prevajamo kot temeljito, popolno vzrejen. Rejske knjige polnokrvnih konj so zaprte – vpis novih konj, katerih predniki niso zabeleženi v knjigah, ni mogoč. Zaradi strogih kriterijev in izvora, znanega za veliko generacij nazaj, je polnokrvnih konj danes malo in so zelo cenjeni.
Gre za eno izmed treh umetnih (neformalnih) skupin, na katere se glede na temperament (značaj) deli pasme domačega konja (preostali dve skupini predstavljajo hladnokrvni in toplokrvni konji). Izrazoslovje nima ničesar opraviti s temperaturo krvi ali klasifikacijo živali glede na telesno temperaturo in lastnosti presnove (vsi konji so namreč sesalci in posledično obligatno živali s stalno telesno temperaturo – homeotermni, manj primerno tudi toplokrvni organizmi), temveč se nanaša na živahen, energetičen in živčen značaj polnokrvnih konjev.
Ločevanje med hladnokrvnimi in polnokrvnimi konji je enostavno; prvi so precej večji, robustnejši, manj elegantni, značilen pa je tudi njihov umirjen in počasen temperament. Razlikovanje med toplokrvnimi in polnokrvnimi konji je težje; polnokrvci so nekoliko manjši od toplokrvcev, praviloma pa se med polnokrvne konje šteje še posebej elegantne in plemenite toplokrvne konje. Pogosto se polnokrvneže opisuje kot živali z bolj poudarjenim, energetičnim ter nekoliko živčnim značajem, čeprav je tudi za toplokrvneže značilen živahen značaj. Toplokrvne pasme naj bi nastale s križanjem hladnokrvnih in polnokrvnih, rezultat križanja polnokrvnih in toplokrvnih konj so tako imenovane polkrvne živali. V konjereji se polnokrvnih pasem velikokrat poslužujejo za izboljšanje vzreje tako toplokrvnih kot tudi hladnokrvnih konj.

## Predstavniki
Med pasme polnokrvnih konj uvrščamo ahaltekinca, angleškega polnokrvnega konja, angloarabca (križanec med angleškim in arabskim polnokrvnim konjem) in arabca (arabskega polnokrvnega konja).
- Ahaltekinec
- Ahaltekinec
- Angleški polnokrvni konj
- Angleški polnokrvni konj
- Angloarabec
- Angloarabec
- Arabec
- Arabec